# Seyring (Gemeinde Gerasdorf)
Seyring ist eine Ortschaft und eine Katastralgemeinde der Stadtgemeinde Gerasdorf bei Wien im Bezirk Korneuburg in Niederösterreich.

## Geographie
Das an der Kreuzung der Landesstraßen L3114 und L3116 liegende Dorf befindet sich nördlich von Gerasdorf und ist bekannt durch das Industriegebiet Seyring mit dem G3 Shopping Resort Gerasdorf und anderen Fachmärkten.

## Geschichte
Die Ansiedlung wird erstmals im Jahr 1297 urkundlich genannt. 1442 verkauft Johann von Ehrenfels die Feste Seyring an Georg von Kuenring. Diese Burg dürfte gegen Ende des 15. Jahrhunderts verfallen sein. 1590 sind die Trautson hier begütert, später werden die Auersperg genannt, die im ausgehenden 17. Jahrhundert  ein neues Schloss errichten. 1797 gelangt der Besitz an den Freiherren von Beroldingen, 1917 an Titus Watzi, dessen Familie auch in der Folgezeit Eigentümer ist. Das heute nur mehr in Resten vorhandene Schloss beherbergt ein Kulturzentrum.
Laut Adressbuch von Österreich waren im Jahr 1938 in der Ortsgemeinde Seyring ein Bäcker, ein Fleischer, zwei Gastwirte, zwei Geflügelfarmer, drei Gemischtwarenhändler, eine Hebamme, zwei Marktfahrer, eine Milchgenossenschaft, ein Sattler, ein Schmied, zwei Schneider und zwei Schneiderinnen, drei Schuster, eine Stechviehhändler, ein Wagner, ein Zimmermeister und zahllose Landwirte ansässig.
Während des Zweiten Weltkrieges befand sich südwestlich des Ortes der Militärflugplatz Seyring.

## Sehenswürdigkeiten
- Pfarrkirche Seyring

## Öffentliche Einrichtungen
In Seyring befindet sich ein Kindergarten und eine Volksschule.

## Bauwerke
- Für den Eingangsbereich des Kindergartens gestaltete Richard Künz zwischen 1993 und 1995 mehrere Objekte
- Für den Eingangsbereich der Volksschule gestaltete Martin Walde zwischen 1997 und 1999 mehrere Objekte
- Im Park gestalteten das Duo K.U.SCH (Renate Krätschmer und Jörg Schwarzenberger) einen Trinkbrunnen